# Gouvernement d'Andorre
Le gouvernement d'Andorre représente le pouvoir exécutif de la principauté d'Andorre. Le pouvoir législatif est assuré par le Conseil général.
Il est constitué du Chef du gouvernement et des ministres.
Le gouvernement établit chaque année le budget de l'État et le soumet au vote du Conseil général.

## Rôle
Le Gouvernement d'Andorre est régi par les dispositions des chapitres IV et V de la constitution andorrane de 1993. Le gouvernement se compose du chef du gouvernement et des ministres au nombre déterminé par la loi (11 en 2019). Le chef du gouvernement dirige la politique nationale et internationale d'Andorre — auparavant ce fut le rôle des coprinces — ainsi que l'administration de l'État. 
En tant que représentant du pouvoir exécutif, il exerce le pouvoir réglementaire. Le chef du gouvernement est nommé par les coprinces, mais est élu par le Conseil général, et ne peut occuper plus de deux mandats consécutifs.

## Composition
Le gouvernement se compose d'un président, portant le titre de Chef du gouvernement, et de plusieurs membres ayant le titre de ministre. Il peut comprendre également un ou plusieurs membres ayant le titre de secrétaire d’État.